# Joaquim Prats i Camprubí
Joaquim Prats i Camprubí (Sant Feliu de Llobregat, 1884 - Les Fonts, 1936) fou un propietari i polític català.
Era fill de Pere Prats Campderrós i Rafaela Camprubí Majó. Des de jove militava en el carlisme i al maig de 1911 havia estat un dels signants d'un manifest carlí en català, publicat en el diari El Correo Catalán, invitant els seus simpatitzants a un aplec tradicionalista a Sant Feliu, on es va produir un enfrontament amb els lerrouxistes en el qual moriren cinc persones.
L'any 1916 va ser nomenat adjunt del Jutjat de Sant Feliu de Llobregat.
Durant la Segona República fou membre de la Junta d'Obra de la parròquia de Sant Feliu pel sosteniment del Culte i Clero amb Joan de Batlle, Josep Ricart i d'altres. Al desembre de 1932 formà part de la junta organitzadora del Nadal del Pobre. L'any següent va contribuir als festeigs del Casal Tradicionalista santfeliuenc per a la Festa Major de la ciutat en honor de Sant Llorenç, i al setembre participà en la peregrinació tradicionalista a Roma que els tradicionalistes van organitzar amb motiu del Jubileu i per a celebrar el centenari del naixement del carlisme.
Es presentà a les eleccions municipals de 1934 a Sant Feliu en la candidatura dels tradicionalistes i la Lliga anomenada "Defensa Ciutadana" amb Joan de Batlle, Jaume Sans i d'altres, i en fou escollit regidor. El 1935 formava part de la Junta del Casal Tradicionalista del Baix Llobregat com a vocal. Al setembre d'aquell any participà en una expedició per Europa organitzada pel diari El Correo Catalán.
Després de l'esclat de la Guerra Civil espanyola, fou assassinat per milicians esquerrans el 23 d'agost de 1936 a la carretera de Terrassa-Martorell, en el terme municipal de Les Fonts, amb tretze santfeliuencs més, la majoria d'ells carlins. Les despulles de tots ells van ser traslladades al cementiri de Sant Feliu cinc anys després, el 23 d'agost de 1941, i foren dipositades en un panteó-mausoleu.
Estava casat amb Maria Pahissa, i vivia amb la seva mare vídua, de 77 anys, els seus set fills, entre els 26 i els 6 anys, i dues germanes solteres. Un dels seus fills, Enric Prats Pahissa, va ser un dels ciutadans que el gener de 1939 van donar la benvinguda a Sant Feliu a l'Exèrcit Nacional; es casà amb Dolors Lladó Santacreu, neboda de Rupert i Joan Lladó i Oller. Rafael Prats Pahissa fou sacerdot i rector de l'església de Sant Julià d'Altura a Sabadell. Lluís Prats Pahissa va ser president comarcal de les Joventuts d'Acció Catòlica Espanyola al Baix Llobregat.